# 13798 Сеччіні
13798 Сеччіні (13798 Cecchini) — астероїд головного поясу, відкритий 15 листопада 1998 року.
Тіссеранів параметр щодо Юпітера — 3,273.